# Elektro-Hydraulische Analogie
Die elektro-hydraulische Analogie, auch als hydraulische Analogie bezeichnet, stellt Bezüge in den Gesetzmäßigkeiten zwischen hydraulischen und elektrischen Systemen her. Damit können mit den Methoden der elektrischen Schaltungstechnik hydraulische Systeme beschrieben und entwickelt werden und die bei elektrischen Systemen üblichen Schaltpläne in hydraulische Gegenstücke umgesetzt werden, ebenso wie die umgekehrte Beschreibungsrichtung aus hydraulischen Schaltskizzen in elektrische Schaltungen möglich ist. Die elektro-hydraulische Analogie geht auf Arbeiten des britischen Physikers Oliver Heaviside unter dem Namen drain-pipe theory zurück, welcher diese Beziehungen nutzte, um die Ende des 19. Jahrhunderts neuartige elektrische Schaltungstechnik mit Hilfe von Rohrleitungen und darin befindlichen Flüssigkeiten anschaulich darzustellen.

## Analogiebeziehungen

Analogiebeziehung zwischen einer hydraulischen und einer elektrischen Schaltung

In der hydraulischen Analogie werden elektrische Leitungen als Rohrleitungen eines geschlossenen Systems beschrieben, welche von einem flüssigen Medium wie Wasser durchflossen werden (daher auch die Bezeichnung Wassermodell, vor allem im einführenden Unterricht). Die elektrische Stromstärke {\displaystyle I} in der elektrischen Leitung entspricht dabei dem Volumenstrom {\displaystyle Q} des Fluids in der Rohrleitung.
Die Potentialdifferenz oder elektrische Spannung {\displaystyle U} zwischen zwei Punkten, wie Punkt A und B in nebenstehender Skizze, entsprechen der Druckdifferenz {\displaystyle \Delta p} zwischen zwei Punkten. Dem elektrischen Widerstand {\displaystyle R} entspricht der Strömungswiderstand einer Engstelle. Elektrische Spannungsquellen lassen sich durch geeignete Pumpen in der Hydraulik modellieren und werden somit auch als Elektronenpumpen bezeichnet; ein elektrischer Schalter entspricht einem hydraulischen Absperrschieber; ein elektrischer Verbraucher wie ein Elektromotor entspricht einer Turbine in der Rohrleitung.

Analogie des elektrischen Kondensators in der Hydraulik: Elastische Absperrung in der Rohrleitung

Spezielle elektrische Bauelemente wie der Kondensator entsprechen einer elastischen Absperrung in der Rohrleitung, die sich bis zu einer gewissen Druckdifferenz durchbiegen kann und keinen kontinuierlichen Massenfluss durch die Rohrleitung zulässt. Die elektrische Induktivität wird durch die hydraulische Induktivität beschrieben. Die Funktion elektronischer Bauelemente wie einer Diode, sie lässt den elektrischen Strom nur in einer Richtung passieren, entspricht in der Hydraulik der Rückschlagarmatur.
Nicht nur einzelne Bauelemente lassen sich umsetzen, auch gesetzmäßige Zusammenhänge lassen sich als Analogie herstellen. So entspricht das in der Elektrotechnik übliche ohmsche Gesetz, welches den Bezug zwischen der elektrischen Spannung, Stromstärke und dem Proportionalitätsfaktor herstellt, im Fall einer laminaren Strömung dem Gesetz von Hagen-Poiseuille.